# Fuente de Santa María

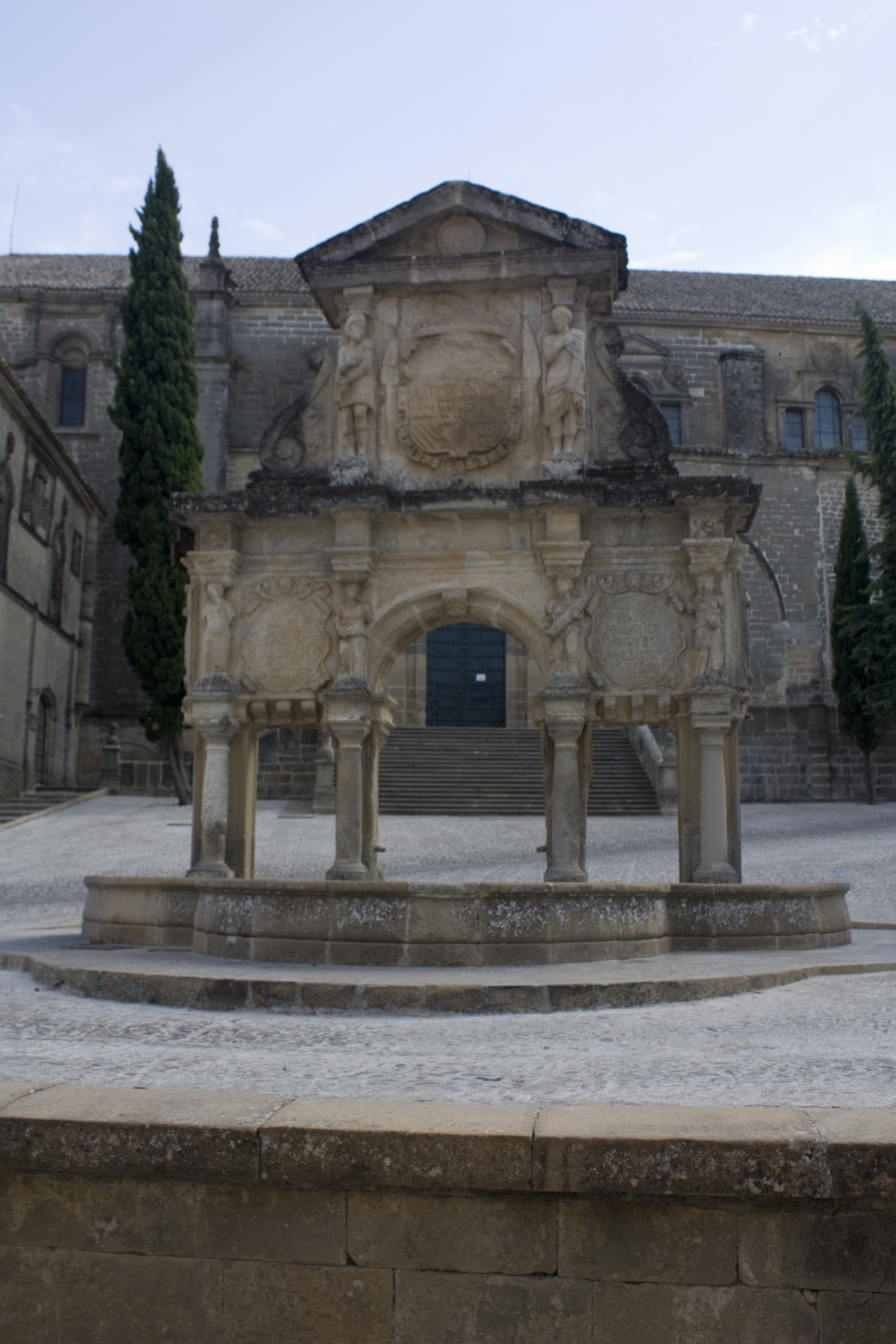
Baeza: Fuente de Santa María.

La fuente de Santa María es una fuente pública situada en el centro de la plaza homónima en la ciudad de Baeza. Centra el espacio urbano definido por la presencia de la catedral, las casas consistoriales altas y el seminario. Representa uno de los principales iconos monumentales de la ciudad y es, en palabras del historiador de la arquitectura Fernando Chueca Goitia, una de las fuentes más bellas y originales de Andalucía. Forma parte del conjunto monumental renacentista de Baeza, que junto con el de Úbeda, fue declarado Patrimonio de la Humanidad por la Unesco en 2003.

## Historia y función
Fue mandada construir por el concejo de la ciudad para conmemorar la culminación de la traída de aguas a la misma en 1564, siendo corregidor el licenciado Manrique de Cabrera y autor del proyecto, y de la fuente misma, el maestro arquitecto baezano Ginés Martínez. Su cuerpo inferior fue construido en forma de arco triunfal romano, simbolizando así la herencia histórica y el rango de la ciudad. La obra sufrió algunas modificaciones en 1670 y su última restauración tuvo lugar en 1993.
Sus aguas proceden de la mina de la Celadilla, a 2,5 km al noreste de la ciudad, y llegan a la misma a través de una importante obra hidráulica que permite la entrada de un hombre. El agua, al llegar a la ciudad, se acumula en un gran depósito terminal, el arca del agua de donde arrancan las tuberías que conducían el agua por presión a todas las fuentes públicas.

## Descripción
La fuente, exenta, está constituida por un pilar lobulado con moldura que rodea a un arco de triunfo cuyos frentes se orientan en dirección norte-sur. El primer cuerpo de la construcción lo constituye una serliana realizada con cuatro pilastras cuadradas que traen adosadas respectivas parejas de columnas toscanas sobre pedestales. El arco central de aquella es de medio punto, moldurado, con ménsula en la clave y enjutas lisas. Las tres calles generadas por la serliana están rematadas por un entablamento de friso vacío, mientras la diferencia de altura entre el arco central y los dos vanos adintelados laterales queda salvada por la presencia de ocho cariatides alegóricas (cuatro por frente) prolongando los ejes de las pilastras y, en las calles laterales, cuatro cartelas conmemorativas (dos por frente) trayendo el siguiente texto: 

Esta obra mandaron hacer los muy ilustres señores de Baeza
 Siendo corregidor el muy ilustre señor el licenciado Manrique de Cabrera
 Fue el maestro de traer y sacar el agua y hacer las fuentes, Ginés Martínez natural de Baeza
Acabóse en el año de 1564, reinando el muy poderoso Rey D. Felipe II.

Por su parte, en los flancos occidental y oriental de este mismo cuerpo se encuentran respectivamente el escudo de Baeza y una quinta cartela conmemorativa donde puede leerse lo siguiente: 

Renovóse esta fuente, siendo corregidor y primer juez de letras de esta ciudad, el señor Dr. D. Blas Tenorio de Mendoza, año de 1670.

El segundo cuerpo (reducido a la calle central) está enmarcado por dos grandes ménsulas y sostenido por dos parejas de atlantes que flanquean respectivamente en cada uno de los dos frentes las armas de Felipe II; todo ello se remata con frontón triangular.